# Paul Wevers
Paul Wevers (Colonia, 21 luglio 1907 – 6 marzo 1941) è stato un canoista tedesco.

## Palmarès

### Olimpiadi
- 1 medaglia:
  - 1 oro (Berlino 1936 nel K2 10000 m)